# Королевский семейный орден короля Георга IV
Королевский семейный орден Георга IV (англ. Royal Family Order of George IV) — награда, вручаемая британским королём Георгом IV в знак личного уважения женщинам-членам британской королевской семьи. Первый королевский семейный орден в Соединённом Королевстве. До восшествия на престол Георга IV в 1820 году и дамы, и джентльмены двора, а также женщины-члены королевской семьи носили портрет государя в украшенной драгоценностями раме. Георг IV лично разработал орден.

## Внешний вид
Королевский семейный орден Георга IV был довольно богато украшен. Рама, в которой находился портрет монарха, была сделана из алмазных дубовых листьев и желудей. Орден подвешивался на белом шёлковом банте.

## Список дам ордена
- Шарлотта Великобританская, сестра Георга IV;
- Августа Гессен-Кассельская, невестка Георга IV;
- Принцесса Виктория Кентская, позже королева Виктория, племянница Георга IV;[2]
- Принцесса Августа Кембриджская, племянница Георга IV;
- Принцесса Дарья Христофоровна.[3]